# Raiffeisenbank Türkheim
Die Raiffeisenbank Türkheim eG ist eine Genossenschaftsbank mit Sitz in der bayerischen Marktgemeinde Türkheim im Landkreis Unterallgäu.

## Geschichte
Die heutige Raiffeisenbank Türkheim eG wurde am 15. Januar 1903 in Türkheim gegründet und entstand im Jahr 1990 durch die Fusion der Raiffeisenbank Türkheim-Rammingen-Wiedergeltingen eG mit dem Sitz in Türkheim mit der Raiffeisenbank Tussenhausen-Zaisertshofen eG mit dem Sitz in Tussenhausen. 
Die Raiffeisenbank Tussenhausen-Zaisertshofen eG entstand im Jahr 1978 durch die Fusion der Raiffeisenkasse Tussenhausen eG mit der Raiffeisenkasse Zaisertshofen mit dem Sitz in Zaisertshofen eG. Die Raiffeisenbank Türkheim-Rammingen-Wiedergeltingen eG entstand im Jahr 1987 aus der Fusion der Raiffeisenbank Türkheim/Wertach eG mit der Raiffeisenbank Rammingen-Wiedergeltingen eG mit dem Sitz in Rammingen. Durch die Fusion der Raiffeisenbank Rammingen eG im Jahr 1980 mit der Raiffeisenkasse Wiedergeltingen eG mit dem Sitz in Wiedergeltingen entstand die Raiffeisenbank Rammingen-Wiedergeltingen eG.

## Rechtsverhältnisse
Die Raiffeisenbank Türkheim eG ist im Genossenschaftsregister beim Amtsgericht Memmingen unter GnR 717 eingetragen.

## Organisationsstruktur
Rechtsgrundlagen sind das Genossenschaftsgesetz und die durch die Generalversammlung beschlossene Satzung. Organe der Bank sind der Vorstand, der Aufsichtsrat und die Generalversammlung.

## Sicherungseinrichtung
Die Raiffeisenbank Türkheim eG ist der amtlich anerkannten Sicherungseinrichtung des Bundesverbandes der Deutschen Volksbanken und Raiffeisenbanken GmbH und der zusätzlichen freiwilligen Sicherungseinrichtung des Bundesverbandes der Deutschen Volksbanken und Raiffeisenbanken e.V. angeschlossen.

## Geschäftsausrichtung
Die Raiffeisenbank Türkheim eG betreibt das Universalbankgeschäft. Im Verbundgeschäft arbeitet sie mit der DZ Bank, R+V Versicherung, Bausparkasse Schwäbisch Hall, Teambank, VR Leasing, DZ Hyp und der Union Investment zusammen.

## Geschäftsgebiet
Das Geschäftsgebiet liegt im Osten des Landkreises Unterallgäu.
An diesen Orten betreibt die Bank Filialen:
- Türkheim (Hauptstelle, jur. Sitz)
- Rammingen (Geschäftsstelle)
- Wiedergeltingen (Geschäftsstelle)
- Zaisertshofen (Geschäftsstelle)
- Tussenhausen (Geschäftsstelle)